# Manuel Blanco Encalada
Manuel Blanco Encalada (ur. 21 kwietnia 1790, zm. 5 września 1876 w Santiago), chilijski polityk, admirał, pierwszy prezydent Chile.
Urodził się w Buenos Aires w Argentynie jako syn Hiszpana i Chilijki, w rodzinie szlacheckiej. W wieku 12 lat został wysłany na naukę do Hiszpanii. W 1805 wstąpił tam do akademii morskiej, którą ukończył w 1807 w stopniu podporucznika. Służył we flocie hiszpańskiej - w 1808 uczestniczył w bitwie morskiej przeciw napoleońskiej flocie francuskiej, blokującej Kadyks. Sympatyzował z ruchami wyzwoleńczymi spod kolonializmu w Ameryce Południowej i gdy w 1812 okręt, na którym służył, zawinął do Montevideo, Blanco Encalada porzucił swój okręt i służbę hiszpańską i przedostał się do Chile.
Wziął następnie udział w wojnie przeciw Hiszpanii o niepodległość Chile, służąc początkowo w artylerii. Po bitwie pod Rancagua trafił do niewoli hiszpańskiej i został skazany na śmierć za dezercję, lecz następnie wyrok zmieniono na wygnanie na wyspy Juan Fernández. W 1817, po zwycięstwie Chile w bitwie pod Chacabuco, powrócił z innymi wygnanymi rewolucjonistami do Chile i ponownie wziął udział w działaniach wojennych, m.in. w bitwach o Cancha Rayada i Maipú. 28 czerwca 1818 otrzymał stanowisko tymczasowego zwierzchnika Departamentu Marynarki. Został po tym pierwszym dowódcą floty Chile, które to stanowisko następnie w listopadzie przekazał Thomasowi Cochrane. Jako dowódca okrętów „Galvarino” i „San Martín”, oblegał port Callao, jednakże musiał odstąpić z uwagi na wyczerpanie zapasów. Za to został oddany pod sąd wojskowy, który dopatrzył się w tym naruszenia obowiązków i zdymisjonował go z zajmowanych stanowisk. Blanco wówczas wyjechał do Peru i walczył następnie o niepodległość tego kraju, po czym został zrehabilitowany.
Ponownie w Chile, uczestniczył jako dowódca floty w walkach o Chiloé. W 1826 został wyznaczony przez Kongres Chile na ministra spraw zagranicznych, a następnie 9 kwietnia 1826 wybrany na prezydenta republiki, mimo że sam nie wykazywał ambicji politycznych. 9 września 1826 zrezygnował na korzyść wiceprezydenta Agustína Eyzaguirre.
Od 1837 walczył w wojnie z konfederacją peruwiańsko-boliwijską. W obliczu liczebnej przewagi sił peruwiańskich, na ich terytorium, w listopadzie 1837 był zmuszony zawrzeć niekorzystny dla Chile traktat w Paucarpata. Traktat jednak został odrzucony przez rząd, a Blanco został zdymisjonowany. Jego następca Manuel Bulnes Prieto zwyciężył w bitwie pod Yungay. Po tej wojnie, Blanco wyjechał do Europy, gdzie pozostał do 1847, po czym powrócił do Chile, gdzie zaoferowano mu stanowisko gubernatora Valparaiso. W latach 1847–1852 był dowódcą naczelnym chilijskich sił zbrojnych. Od 1849 zasiadał także w senacie. W 1866 był doradcą podczas wojny Chile i Peru z Hiszpanią, między innymi negocjował na pokładzie peruwiańskiej korwety „Unión” warunki wspólnego działania flot sprzymierzonych państw.
W 1868 powierzono mu honorowo przewodzenie delegacji chilijskiej, która sprowadziła z Peru trumnę ze zwłokami Bernardo O’Higginsa. Pod koniec kariery nosił stopień wiceadmirała.
Jego imię nosiły później okręty chilijskie, m.in. pancernik kazamatowy z okresu wojny o Pacyfik z Peru.